# Крыжановский, Максим Константинович
Максим Константинович Крыжановский (1777—1839) — русский генерал-лейтенант, участник Отечественной войны 1812 года. Комендант Петропавловской крепости, член Военного совета.

## Биография
Родился 9 (20) августа 1777 года.
Начал службу в российском императорской флоте в 1794 году. Произведённый в 1797 году в подпоручики, Крыжановский в 1803 году был определён во вновь сформированный 2-й морской полк, а в 1807 году, в чине майора, назначен командиром батальона Императорской милиции и в 1809 году произведён в полковники. В 1810 году Крыжановскому как «фрунтовику» поручено было строевое обучение только что сформированного Гвардейского экипажа, и за доведение его до отличного состояния он был награждён орденом Св. Владимира 4-й степени. Затем в его же «выучку» отдан был 1-й флотский экипаж.
В 1811 году Крыжановскому было поручено переформировать батальон Императорской милиции в трёхбатальонный полк (впоследствии Лейб-гвардии Финляндский). С этим полком Максим Константинович и принял участие в Отечественной войне. В Бородинском сражении Крыжановский, получив приказание идти с полком на левый фланг, к д. Семёновской, под градом ядер занял указанный ему пункт за Семёновским оврагом и был здесь атакован французской кавалерией. Крыжановский встретил её дружным батальонным огнём, подпустив почти вплотную, и довершил дело штыками; в этом сражении он был контужен в правое плечо, награждён орденом Св. Георгия 4-й степени. В сражении под Красным Крыжановский с своим и Лейб-гвардии Егерским полками поддержал штыками неудачную атаку русских кирасир на французскую пехоту, опрокинул её, ворвался на плечах в с. Доброе и захватил 350 человек в плен, 8 пушек и весь обоз маршала Даву и его маршальский жезл; за этот подвиг награждён орденом Св. Владимира 3-й степени.
В кампании 1813 года Крыжановский участвовал в сражениях при Лютцене (за отличие произведён в генерал-майоры), Бауцене, Дрездене и Лейпциге, где и закончились его боевые подвиги. Получив в первый день Лейпцигской битвы (4 октября) приказание от Государя занять и удерживать деревни Ауэнгейм и Госса, Крыжановский атаковал последнюю под жесточайшим огнём и был ранен тремя пулями в обе ноги. Крыжановский не покинул, однако, поля сражения, продолжал распоряжаться атакой и был сильно контужен ядром в грудь, а затем снова ранен пулей в плечо. Вынесенный замертво из боя, Крыжановский нашёл, однако, в себе силы доложить встретившемуся ему на пути государю о ходе боя и был тут же награждён им орденом Св. Анны 1-й степени.
Раны не позволили Крыжановскому более служить в строю. В 1816 году он был назначен казначеем капитула Императорских орденов, с зачислением в Лейб-гвардии Финляндский полк, заслуживший под его командой Георгиевские знамёна и серебряные трубы, в 1826 — произведён в генерал-лейтенанты, в 1832 — назначен членом генерал-аудиториата, в 1836 году — директором Чесменской военной богадельни и членом Александровского комитета о раненых, а в 1837 году — комендантом Петропавловской крепости и членом Военного совета.
Умер 6 (18) мая 1839 года и похоронен в Петропавловской крепости, согласно завещанию в мундире, «крепко пришитом к нему, — как он говорил, — неприятельскими пулями и ядрами». По отзыву барона М. А. Корфа, «был человек вовсе не блестящий, но честный и добрый».
Жена — Мария Алексеевна Перовская (1791—1872), побочная дочь А. К. Разумовского, славившаяся в молодости своей красотой. За заслуги мужа 1 июля 1837 года была пожалована в кавалерственные дамы ордена Св. Екатерины (малого креста). Детей в браке не было.

## Награды
- Орден Св. Владимира 4-й ст. с бантом (1811)
- Орден Св. Георгия 4-го кл. (21 ноября 1812; № 2459 по списку Степанова — Григоровича)
- Орден Св. Владимира 3-й ст. (3 июня 1813)
- Орден Св. Анны 1-й ст. (22 января 1814, алмазные знаки к ордену 22 августа 1826)
- Орден Св. Владимира 2-й ст. (6 декабря 1830)
- Орден Белого орла (6 декабря 1833)
- Орден Св. Александра Невского (29 марта 1836, алмазные знаки к ордену 26 марта 1839)
- Знак отличия беспорочной службы за XXXV лет (22 августа 1832)
- Прусский орден Pour le Mérite (1814)